# Аврат
Аврат, аурат (араб. عورة‎ — слабое, незащищённое место, половые органы) — часть тела, которую мусульмане обязаны прикрывать перед другими людьми. Для женщин перед чужими мужчинами авратом считается всё тело и волосы, кроме лица, кистей и стоп ниже лодыжек, для мужчин — срамные места или то, что между пупком и коленями.

## Аврат женщины
Известный мусульманский богослов и хадисовед, Ибн Каййим аль-Джаузия, в своём труде «Илям аль-муваккыин» (араб. أعلام الموقعين‎) сказал: «аврата — два: аврат в молитве и аврат для взора. И свободной женщине дозволено молиться с открытыми лицом и кистями, но ей не дозволено выходить так на рынки и собрания людей».
Аврат женщины во время намаза
По мнению большинства суннитских богословов, авратом женщины в намазе считается всё её тело, кроме лица и кистей рук. По мнению ханафитов, авратом считается всё тело, кроме лица, кистей рук и ступней ног.
Аврат женщины перед посторонними мужчинами
По мнению большинства суннитских богословов, авратом женщины перед мужчинами — не махрамами считается всё её тело, кроме лица и кистей рук. Махраму можно смотреть на эти части тела без похоти и страсти, однако ему запрещается смотреть на эти части тела, если взор сопровождается страстью.
Аврат женщины перед махрамами
В 31 аяте Корана мусульманкам разрешается показать аврат родственным мужчинам (махрамам). Женщина не обязана скрывать от махрамов те места, которые обычно показываются в домашних условиях. По мнению ханафитов, женщине дозволено показывать махраму голову, волосы, грудь, плечи и ноги до колен и запрещено показывать спину, живот и аврат выше колен до живота. По мнению ханбалитов и некоторых шафиитов, те части тела, которые трудно постоянно закрывать при домашней работе (голова, шея, руки и ноги), разрешено открывать перед махрамами. По мнению шафиитов, аврат женщины перед махрамами такой же, как между двумя мужчинами или двумя женщинами.
Аврат мусульманки перед мусульманкой
Авратом женщины перед мусульманкой является часть тела между коленом и пупком. Женщине разрешается смотреть на остальные части тела при отсутствии опасности искушения. По мнению имама Абу Ханифы, аврат женщин между собой подобен аврату женщины при махраме и им запрещается смотреть на живот и спину.
Аврат мусульманки перед неверующей
Суннитские богословы единогласны в том, что авратом немусульманки перед мусульманкой является только то, что находится между коленями и пупком. В том, что касается аврата мусульманки перед немусульманкой, их мнения разошлись. Часть считала, что авратом мусульманки перед немусульманкой считается всё тело, кроме тех частей, которые выявляются обычно при работе и в домашних условиях. Другие считали, что аврат — это всё тело женщины, кроме лица и кистей рук. Третьи считали, что аврат мусульманки перед неверующей такой же, как между двумя мусульманками, то есть только от колен до пупка.
Аврат женщины относительно детей и несовершеннолетних
Если ребёнок достиг возраста, позволяющего различать женские красоты, то, по мнению ханбалитов и некоторых шафиитов, он приравнивается к махраму и ему разрешается смотреть на то, что разрешено махраму.

## Аврат мужчины
Мужчине разрешается смотреть на тело мужчины, кроме того, что находится между коленями и пупком.

## Цитаты об аврате
Скажи верующим мужчинам, чтобы они опускали свои взоры и оберегали свои половые органы. Так будет чище для них. Воистину, Аллаху ведомо о том, что они творят. ۝ Скажи верующим женщинам, чтобы они опускали свои взоры и оберегали свои половые органы. Пусть они не выставляют напоказ своих прикрас, за исключением тех, которые видны, и пусть прикрывают своими покрывалами вырез на груди и не показывают своей красы никому, кроме своих мужей, или своих отцов, или своих свекров, или своих сыновей, или сыновей своих мужей, или своих братьев, или сыновей своих братьев, или сыновей своих сестер, или своих женщин, или невольников, которыми овладели их десницы, или слуг из числа мужчин, лишенных вожделения, или детей, которые не постигли наготы женщин; и пусть они не стучат своими ногами, давая знать об украшениях, которые они скрывают. О верующие! Обращайтесь к Аллаху с покаянием все вместе, – быть может, вы преуспеете. 

Оригинальный текст (ар.) 
قُلْ لِلْمُؤْمِنِينَ يَغُضُّوا مِنْ أَبْصَارِهِمْ وَيَحْفَظُوا فُرُوجَهُمْ ۚ ذَٰلِكَ أَزْكَىٰ لَهُمْ ۗ إِنَّ اللَّهَ خَبِيرٌ بِمَا يَصْنَعُونَ ۝
وَقُلْ لِلْمُؤْمِنَاتِ يَغْضُضْنَ مِنْ أَبْصَارِهِنَّ وَيَحْفَظْنَ فُرُوجَهُنَّ وَلَا يُبْدِينَ زِينَتَهُنَّ إِلَّا مَا ظَهَرَ مِنْهَا ۖ وَلْيَضْرِبْنَ بِخُمُرِهِنَّ عَلَىٰ جُيُوبِهِنَّ ۖ وَلَا يُبْدِينَ زِينَتَهُنَّ إِلَّا لِبُعُولَتِهِنَّ أَوْ آبَائِهِنَّ أَوْ آبَاءِ بُعُولَتِهِنَّ أَوْ أَبْنَائِهِنَّ أَوْ أَبْنَاءِ بُعُولَتِهِنَّ أَوْ إِخْوَانِهِنَّ أَوْ بَنِي إِخْوَانِهِنَّ أَوْ بَنِي أَخَوَاتِهِنَّ أَوْ نِسَائِهِنَّ أَوْ مَا مَلَكَتْ أَيْمَانُهُنَّ أَوِ التَّابِعِينَ غَيْرِ أُولِي الْإِرْبَةِ مِنَ الرِّجَالِ أَوِ الطِّفْلِ الَّذِينَ لَمْ يَظْهَرُوا عَلَىٰ عَوْرَاتِ النِّسَاءِ ۖ وَلَا يَضْرِبْنَ بِأَرْجُلِهِنَّ لِيُعْلَمَ مَا يُخْفِينَ مِنْ زِينَتِهِنَّ ۚ وَتُوبُوا إِلَى اللَّهِ جَمِيعًا أَيُّهَ الْمُؤْمِنُونَ لَعَلَّكُمْ تُفْلِحُونَ—  24:30, 31 (Кулиев)

О Пророк! Скажи твоим женам, твоим дочерям и женщинам верующих мужчин, чтобы они опускали на себя (или сближали на себе) свои покрывала. Так их будут легче узнавать (отличать от рабынь и блудниц) и не подвергнут оскорблениям. Аллах – Прощающий, Милосердный. 

Оригинальный текст (ар.) 
يَا أَيُّهَا النَّبِيُّ قُلْ لِأَزْوَاجِكَ وَبَنَاتِكَ وَنِسَاءِ الْمُؤْمِنِينَ يُدْنِينَ عَلَيْهِنَّ مِنْ جَلَابِيبِهِنَّ ۚ ذَٰلِكَ أَدْنَىٰ أَنْ يُعْرَفْنَ فَلَا يُؤْذَيْنَ ۗ وَكَانَ اللَّهُ غَفُورًا رَحِيمًا—  33:59 (Кулиев)
Приводится, что Умар, да будет доволен им Аллах, написал Абу Убейде: «До меня дошло, что женщины ахлу зимма заходят в общие бани с мусульманками. Запрети им это делать. Поистине такой женщине не дозволяется видеть наготу мусульманки».

Мухаммад ибн аль-Мутанна передаёт, что ему  передал Хаджадж ибн Минхал, что ему передал Хамад от Катады, от Мухаммада ибн Сирина, от Сафии бинт аль-Харис, от Айши, да будет доволен ею Аллах, что Пророк (ﷺ) сказал: «Не принимает Аллах молитву женщины с менструацией, если на ней нет химара». Абу Дауд сказал: «Это было передано Саидом, то есть Ибн Аби Арубой, от Катады, от Аль-Хасана, от Пророка (ﷺ).»
Оригинальный текст (ар.)حَدَّثَنَا مُحَمَّدُ بْنُ ٱلْمُثَنَّىؓ، حَدَّثَنَا حَجَّاجُ بْنُ مِنْهَالٍؓ، حَدَّثَنَا حَمَّادٌؓ، عَنْ قَتَادَةَؓ، عَنْ مُحَمَّدِ بْنِ سِيرِينَؓ، عَنْ صَفِيَّةَ بِنْتِ ٱلْحَارِثِؓ، عَنْ عَائِشَةَؓ، عَنِ ٱلنَّبِيِّ ﷺ أَنَّهُ قَالَ: ”لاَ يَقْبَلُ ٱللَّهُ صَلاَةَ حَائِضٍ إِلاَّ بِخِمَارٍ“. قَالَ أَبُو دَاوُدَؓ رَوَاهُ سَعِيدٌ - يَعْنِي ٱبْنَ أَبِي عَرُوبَةَؓ - عَنْ قَتَادَةَؓ عَنِ ٱلْحَسَنِؓ عَنِ ٱلنَّبِيِّ ﷺ.
— Сунан Абу Дауда, 641